# Аарон Стенфорд
Аарон Стенфорд (англ. Aaron Stanford) — американський актор, відомий за ролі Піро та Джеймса Коула в х/ф Люди Ікс 2 (2003), Люди Ікс: Остання битва (2006) та науково-фантастичному т/с 12 мавп (2015—2018), заснованому на однойменному фільмі 1995 року.

## Кар'єра
Аарон Стенфорд почав акторську кар'єру на початку 2000-х років. У 2002 році вийшли в прокат відразу три фільми з його участю: «Голлівудський фінал», «25-а година» і «Ловелас». За головну роль в останньому Стенфорд був номінований на отримання кінонагороди «Satellite Award» в категорії «Найкращий актор».
У 2003 році Аарон Стенфорд виконав роль лиходія Піро у фільмі «Люди Ікс 2» (сіквелі фільму «Люди Ікс»). Пізніше, в 2006 році він виступив у ролі Піро і в третьому фільмі про людей-мутантів. У цьому ж році вийшли на екрани ще два фільми за участю Стенфорда: «У пагорбів є очі» (ремейк однойменного фільму 1977 року) і комедія «Живи вільно або помри».
У 2009 році Аарон Стенфорд з'явився у фільмах «Як я заблукав» і «Святі гроші», з 2010 року він знімається в американському телесеріалі «Микита» у ролі Біркоффа  на каналі CW. Його персонаж з фільму "Пагорби мають очі" з'являється у відеогрі Call of Duty: Black Ops II 2012 року в режимі "Зомбі".
Стенфорд зіграв головну роль Джеймса Коула в телевізійній адаптації фільму "12 мавп", прем'єра якої відбулася в січні 2015 року на каналі Syfy. Він також отримав роль у серіалі AMC "Бійся ходячих мерців" як постійний персонаж Джим, який вперше з'явився в епізоді, що вийшов в ефір 26 серпня 2018 року.

## Особисте життя
Його зріст — 1,71 м.
У Аарона є брат, Девід Стенфорд, музикант.

## Вибрана фільмографія
| Рік       | Фільм / Серіал          | Назва мовою оригіналу | Роль                              |
| --------- | ----------------------- | --------------------- | --------------------------------- |
| 2001—2002 | Третя зміна             | Third Watch           | Сергій (у п'яти епізодах)         |
| 2002      | 25-та година            | 25th Hour             | Маркус                            |
| 2002      | Голлівудський фінал     | Hollywood Ending      | актор                             |
| 2002      | Ловелас                 | Tadpole               | Оскар Грабмен                     |
| 2003      | Нещастя Ріка            | Rick                  | Дак                               |
| 2003      | Люди Ікс 2              | X2                    | Джон Аллердайс / Піро             |
| 2004      | Спартанець              | Spartan               | Майкл Блейк                       |
| 2004      | Зимове сонцестояння     | Winter Solstice       | Гейб Вінтерс                      |
| 2005      | Втеча                   | Runaway               | Майкл Адлер                       |
| 2006      | Люди Ікс: Остання битва | X-Men: The Last Stand | Джон Аллердайс / Піро             |
| 2006      | Живи вільно або помри   | Live Free or Die      | Джон Радгейт                      |
| 2006      | У пагорбів є очі        | The Hills Have Eyes   | Дуг Буковскі                      |
| 2007      | Пластівці               | Flakes                | Ніл Доунс                         |
| 2007      | Солодка опівночі        | The Cake Eaters       | Дуайт Кімбр                       |
| 2007      | Втікачі                 | Traveler              | Вілл Тревелер (у восьми епізодах) |
| 2009      | Як я заблукав           | How I Got Lost        | Ендрю Пітерсон                    |
| 2010—2011 | Микита                  | Nikita                | Біркофф                           |
| 2015—2018 | 12 мавп                 | 12 Monkeys            | Джеймс Коул                       |
| 2018      | Бійтеся ходячих мерців  | Fear the Walking Dead | Джим Брауер                       |
| 2020      | Перрі Мейсон            | Perry Mason           | Джордж Ганнон                     |
| 2024      | Дедпул і Росомаха       | Deadpool & Wolverine  | Джон Аллердайс / Піро             |